# Hôtel du Châtelet

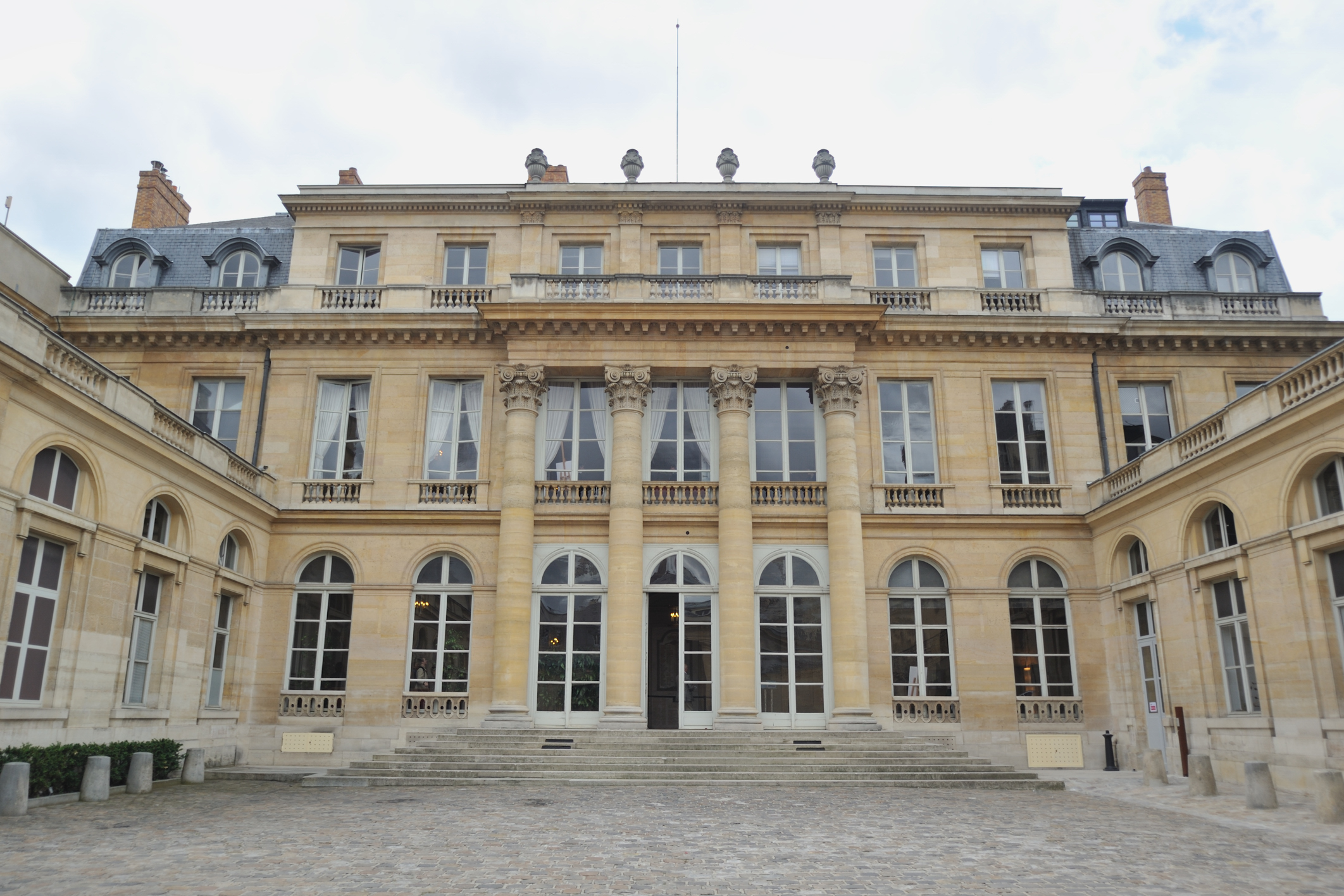
Hôtel du Châtelet

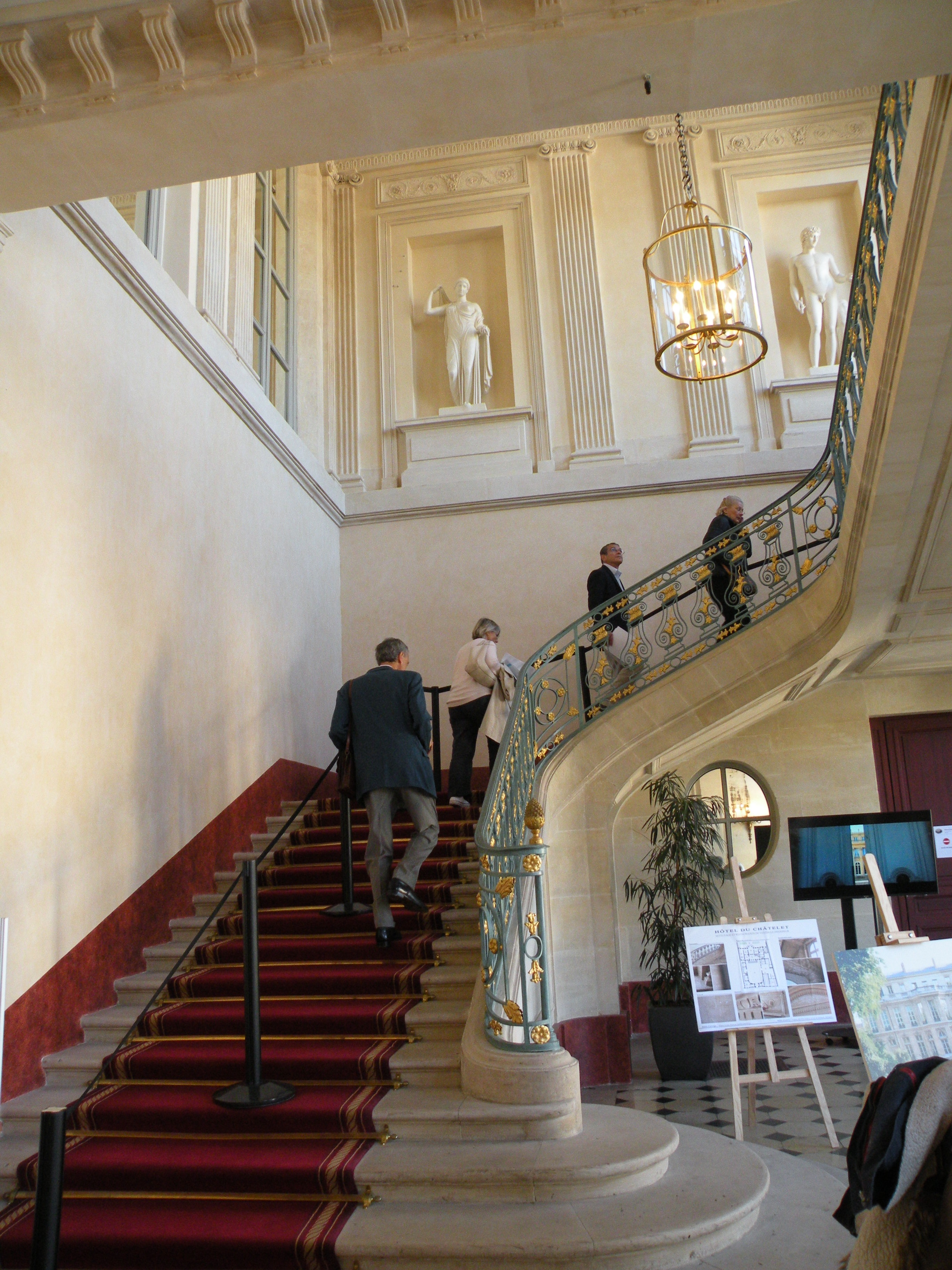
Treppenaufgang

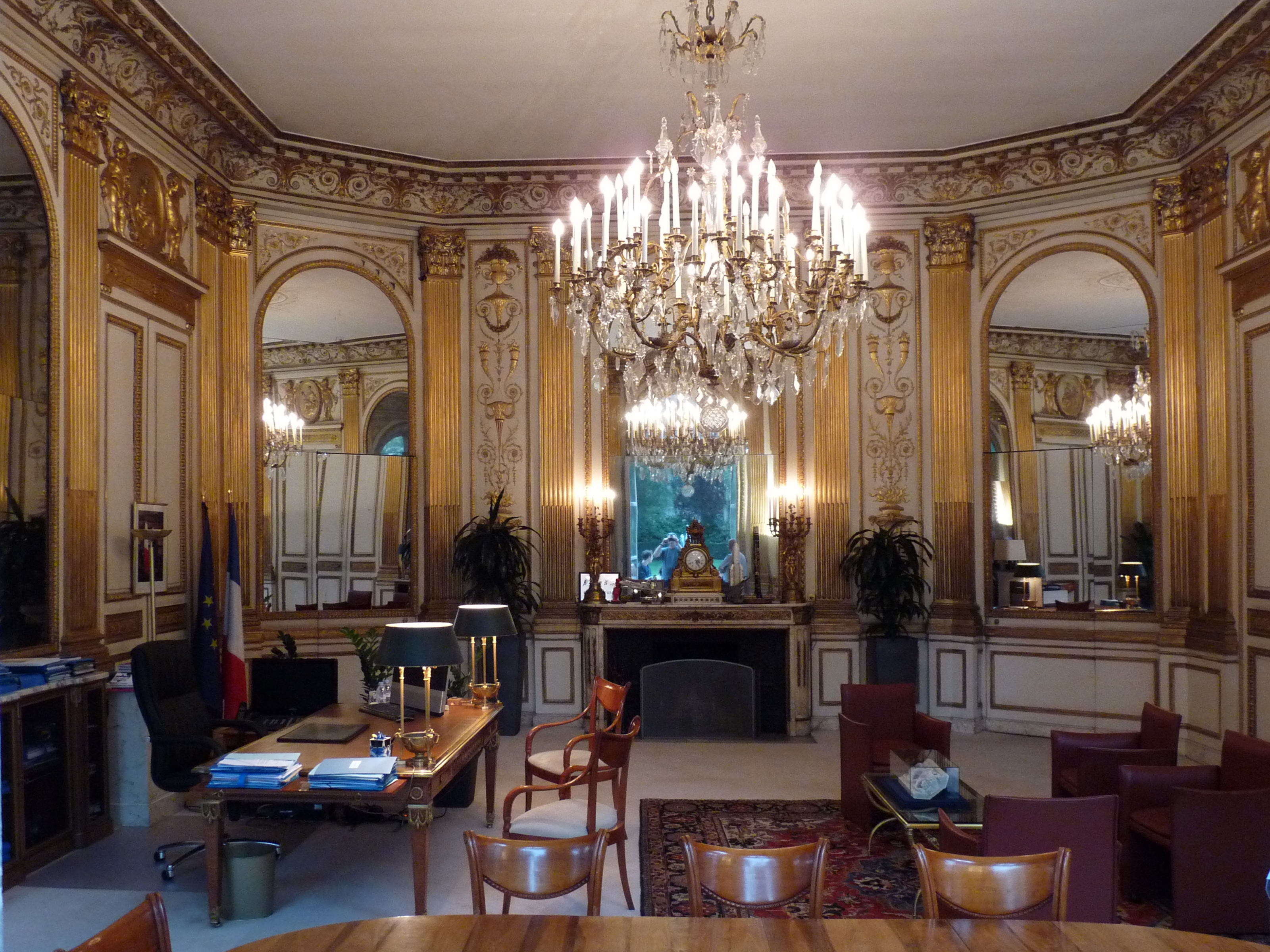
Büro des Ministers

Das Hôtel du Châtelet ist ein Stadtpalais im 7. Arrondissement von Paris, Rue de Grenelle 127. Es wurde von 1770 bis 1776 im Auftrag von Louis Marie Florent du Châtelet nach Plänen von Mathurin Cherpitel im klassizistischen Stil erbaut und beherbergt derzeit (2024) das Ministère du Travail, de la Santé et des Solidarités.

## Geschichte
Im 18. Jahrhundert gehörte das Grundstück den Karmeliten von Les Billettes. Sie schlossen einen Erbpachtvertrag mit dem Comte und der Comtesse du Châtelet. Diese fungierten als Bauherren und wählten Cherpitel als Architekten.
Du Châtelet starb im Zuge der Revolution 1794 unter der Guillotine. 1796 wurde im Palais die École des Ponts et Chaussées untergebracht. Ab 1806 war es Residenz des Reichs-Steuerintendanten, unter Napoleon wie unter Ludwig XVIII. Danach wurde es von wechselnden Aristokratenfamilien bewohnt. Von 1835 bis 1848 beherbergte es die Botschaft des Osmanischen Reichs. 1849 stellte Präsident Louis-Napoléon Bonaparte das staatseigene Palais dem Erzbistum Paris als erzbischöfliche Residenz zur Verfügung. Als Folge des Gesetzes zur Trennung von Kirche und Staat 1905 musste Erzbischof de la Vergne ausziehen. Seitdem hat das französische Arbeitsministerium seinen Sitz im Palais.

## Bauwerk
Das Hôtel du Châtelet gilt als eines der prachtvollsten Stadtpalais im Faubourg Saint-Germain. Es war eines der ersten Bauwerke im Louis-seize-Stil. 
Die Mitte der Schaufassade bildet ein breiter Portikus mit vier korinthischen Säulen. Die darübergelegte Attika wirkte in der nachfolgenden französischen Architektur als Vorbild. Der Ehrenhof wird von Wirtschaftsgebäuden flankiert. Die Gartenfront beherrscht ein Risalit mit abgeschrägten Ecken und Balkon. 
Dem repräsentativen Anspruch des Außenbaus entspricht das Innere mit groß angelegter Empfangstreppe und reicher bauzeitlicher Ausstattung.